# Охримович Марія
Марі́я Охримо́вич (*22 лютого 1922, с. Плазів, поблизу Любачева — †5 січня 2009) — український бібліотекознавець та мистецтвознавець.

## Біографія
Освіта: гімназія у Перемишлі, Матура в Кракові. Диплом Вищої школи економіки у Відні (в роки Другої світової війни).
У 1949 р. — еміграція до Канади. Студії бібліотекознавства в університеті МакГілл у Монреалі. (закінчила у 1957 р.).
Працювала у головній міській бібліотеці Торонто і одночасно продовжувала студії з історії мистецтва, які закінчила магістерською роботою у Торонтському університеті (1963).
У 1966–1987 рр. очолювала мистецький відділ системи бібліотек Скарборо.
Активіст українських організацій у діаспорі. У 1987 р. влаштувала виставку ікон, протягом 1980-х років — ряд виставок українських митців у публічних бібліотеках Скарборо. У 1970–1972 рр. організувала і вела Український осередок мистецтва у будинку Суспільної служби в Торонто.
У 1972 р. була куратором унікальної виставки «П'ять канадських модерністів» — першої виставки у нововідкритому Українському інституті модерного мистецтва у Чикаго. Куратор канадського мистецтва у цьому інституті.
Охримович — авторка ряду вступних статей для каталогів українських канадських митців.